# Aluvión del río Colorado
El aluvión del río Colorado fue una catástrofe natural acontecida en Argentina en la tarde del 29 de diciembre de 1914 cuando el derrumbe de las paredes de la laguna Cari Lauquen (36°30′44″S 70°09′21″O / -36.51222, -70.15583) arrasó de manera tempestiva con el valle del río Colorado y con docenas de casas y moradores que se encontraban en las cercanías.
De acuerdo a distintas fuentes la tragedia provocó entre 190 y 300 víctimas mortales en los territorios nacionales de Río Negro y La Pampa.

## Desarrollo del evento
Durante el otoño e invierno de 1914 la zona cordillerana de la provincia de Mendoza y del Territorio Nacional del Neuquén recibió una extraordinaria cantidad de precipitaciones en forma de nieve que permaneció durante meses en la zona. Al llegar la época cálida de la primavera y el verano, en noviembre y diciembre, la nieve que se había acumulado se derritió de manera rápida, volcándose sobre el lago, ubicado en el límite entre esa provincia y ese territorio nacional, que provocó un aumento en el nivel de profundidad, que rondaba aproximadamente en los 95 metros antes del colapso.
Este aumento enorme de la cantidad de agua que afluyó, originó que las paredes del lago no pudieran soportar más la presión y se volcara de manera catastrófica sobre el río Barrancas y luego sobre el río Colorado y su fértil valle, en la tarde del día 29 de diciembre de 1914. Tal ruptura abrió una enorme garganta de unos 250 metros de largo por otros 100 de alto. Las primeras zonas en arrasar el torrente fue en los límites de Mendoza y Neuquén, donde allí la furia del agua se llevó dos comisarías de policía locales y varios hogares, además de los cultivos que los moradores habían hecho en pequeña escala. Frente a la junta del arroyo Guara-Có, los cultivos tenían cierta extensión, pero desaparecieron todos. También sufrieron mucho las comisarías policiales de ambos lados del río Barrancas.
En el rincón de la comisaría mendocina, había sectores de campo regable, unas cuantas hectáreas alfalfadas, alrededor de 10 casas, maizales, árboles, etc. De todo esto, no quedaron ni rastros. La comisaría desapareció, y donde había un campo fértil, no quedó nada. Lo mismo pasó con la comisaría del lado neuquino, donde la mayor parte de los potreros, alamedas y casas desaparecieron. En ambos lados del río Colorado había caminos que quedaron inutilizados, y en el paso de Las Bardas, las estancias fueron arrasadas.
Según informes de la época, el lago Cari Lauquen debe haberse vaciado bruscamente cerca de las 16:00 horas del 29 de diciembre. El torrente pasó por el poblado de Barrancas a las 20:00 horas y llegó al pueblo de 25 de Mayo al mediodía del día 30.
Fueron más de 2.800 millones de metros cúbicos de agua que siguieron el cauce del río Barrancas y luego del Colorado, borrando casas, huertas e inclusive al incipiente pueblo de Barrancas, que debió ser relocalizado. En cientos de kilómetros la gran avenida de agua se llevó sedimentos, árboles y rocas, además de vías de ferrocarril y muchas vidas humanas.

## Víctimas
Según diversas fuentes, la cantidad de víctimas es variable: van desde 186 a 300 el número de fatalidades en el gigantesco aluvión. Pero por algunos datos recogidos en la zona, se puede saber que en las colonias Peña Blanca y 25 de Mayo, que formaban parte de los territorios nacionales de Río Negro y La Pampa, respectivamente, se perdieron más de 110 vidas; y que en la zona del lago Cari Lauquen en Neuquén se ahogaron 25 personas, como así otras 50 personas en el territorio de la provincia de Mendoza.